# Faza górotwórcza
Faza górotwórcza – etap orogenezy o nasilonej aktywności ruchów górotwórczych na niektórych obszarach Ziemi, wskutek którego powstają góry.
Najważniejsze fazy górotwórcze w poszczególnych orogenezach:
- orogeneza alpejska
  - faza pasadeńska – plejstocen
  - faza walachijska – plejstocen
  - faza rodańska – pliocen
  - faza attycka – miocen
  - faza styryjska – miocen
  - faza sawska – oligocen
  - faza helwecka – eocen
  - faza pirenejska – eocen
  - faza laramijska – kreda/paleocen
  - faza subhercyńska – kreda górna
  - faza austryjska – kreda dolna/kreda górna
  - faza neokimeryjska – jura/kreda
  - faza starokimeryjska – trias/jura
  - faza labińska – trias środkowy/trias górny
- orogeneza hercyńska
  - faza palatynacka – perm/trias
  - faza saalska – perm
  - faza asturyjska – karbon górny
  - faza kruszcogórska – karbon górny
  - faza sudecka – karbon górny
  - faza bretońska – karbon dolny
  - faza liguryjska – dewon dolny
  - faza eryjska – dewon dolny
  - faza ardeńska – dewon dolny
  - faza krakowska – sylur
- orogeneza kaledońska
  - faza takońska – kambr/ordowik
  - faza sandomierska – kambr górny
  - faza sardyjska – kambr górny